# Submarine Raider
Submarine Raider – amerykański film wojenny z 1942 roku w reżyserii Lew Landersa i Budda Boettichera.

## Fabuła
Kilka godzin przed atakiem na Pearl Harbor załoga amerykańskiego okrętu podwodnego usiłuje zaalarmować bazę o nadchodzącym niebezpieczeństwie.

## Obsada
- John Howard[2]: Chris Warren
- Marguerite Chapman: Sue Curry
- Bruce Bennett: pierwszy oficer Russell
- Warren Ashe: Bill Warren
- Eileen O’Hearn: Vera Lane
- Nino Pipitone: kapitan Yamanada
- Philip Ahn: pierwszy oficer Kawakami
- Larry Parks: Sparksie
- Rudy Robles: Seffi
- Roger Clark: Grant Duncan
- Forrest Tucker: Pulaski
- Eddie Laughton: Shannon
- Stanley Brown: Levy
- Jack Shay: Oleson
- Gary Breckner: Brick Brandon